# القبطان سمولت

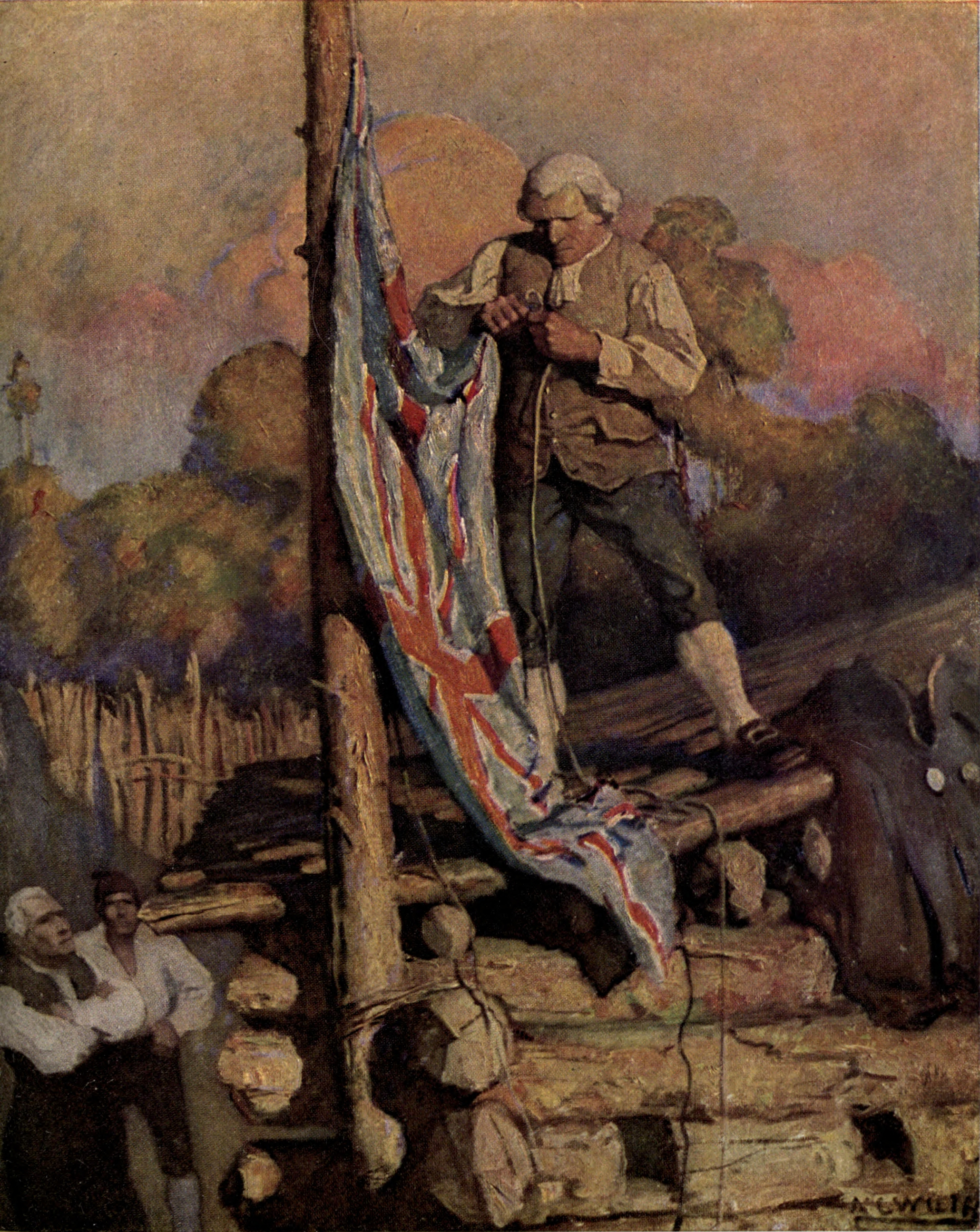
رسم توضيحي بفرشاة نويل كونفرز وايث لطبعة 1911.

القبطان ألكسندر سمولت هو قبطان سفينة الهيسبانيولا في رواية جزيرة الكنز للكاتب الإسكتلندي روبرت لويس ستيفنسون. يلعب القبطان دورا مهما في تأديب الشخصيات الرئيسية على متن السفينة، ويساعد الأبطال لاحقا على البقاء أحياء في معركتهم ضد القراصنة.
يبدو في البداية للقارئ في صورة قبطان صارم مرير يرى الأخطاء في كل شيء ولا يرضى أبدا. لكن بأول محادثة له مع جيم هوكنز والدكتور ليفزي والعمدة تريلوني، ينذر سمولت بالتمرد الذي يحدث في نهاية المطاف للعديد من أفراد طاقم الهيسبانيولا تحت قيادة لونغ جون سيلفر، ذاك القرصان الماكر الثري ذو الساق المبتورة. بعد وصول الهيسبانيولا إلى وجهتها وبعد تمرد القراصنة، ينظم سمولت فرار أفراد الطاقم المخلصين من السفينة إلى الشاطئ، ويساعد في الاستيلاء على بيت خشبي حصين على الجزيرة. في اليوم التالي، يحاول سمولت المفاوضة مع «القبطان» لونغ جون سيلفر، لكن يفشل ذلك بسبب غرور سيلفر وعناد سمولت. (ويعترف هذا الأخير أنه فعل ذلك عمدا لأن العراك لا مفر منه ومن الأفضل أن يخاض عاجلا وليس آجلا، بينما هم في حالة تأهب.) نتيجة لذلك، يرحل سيلفر في غضب بينما ينظم سمولت دفاع الحصن. خلال المعركة، يصاب القبطان بجروح بليغة نتيجة طلقتين ناريتين، ويختفي من القصة بعد ذلك. يبحر القبطان سمولت في النهاية مع طاقمه المخلص إلى بريستول بالكنز ويتقاعد بعدها من الحياة البحرية، منهكا من المسألة برمتها.
يبقى دور القبطان سمولت في الرواية مهما، ويذكر في معظم الأحيان لحدة طبعه. كما أنه مهووس بالواجب ويتوقع أن تتبع أوامره كلها بالحرف.